# Kanton La Roche-sur-Yon-Nord
Der Kanton La Roche-sur-Yon-Nord war von 1973 bis 2015 ein französischer Wahlkreis im Arrondissement La Roche-sur-Yon, im Département Vendée und in der Region Pays de la Loire; sein Hauptort war La Roche-sur-Yon.

## Gemeinden
Der Kanton La Roche-sur-Yon-Nord bestand aus den nördlichen Stadtvierteln der Stadt La Roche-sur-Yon (angegeben ist hier die Gesamteinwohnerzahl, im Kanton lebten etwa 25.300 Einwohner der Stadt) und zwei weiteren Gemeinden:
| Gemeinde             | Einwohner Jahr | Fläche km² | Bevölkerungsdichte | Code INSEE | Postleitzahl |
| -------------------- | -------------- | ---------- | ------------------ | ---------- | ------------ |
| Mouilleron-le-Captif | 4.829 (2013)   | 19,73      | 245 Einw./km²      | 85155      | 85000        |
| La Roche-sur-Yon     | 52.732 (2013)  | –          | – Einw./km²        | 85191      | 85000        |
| Venansault           | 4.595 (2013)   | 44,49      | 103 Einw./km²      | 85300      | 85190        |

## Geschichte
Der Kanton bestand von 1973 bis 2015. 1973 wurde der Kanton La Roche-sur-Yon in die Kantone La Roche-sur-Yon-Nord und La Roche sur-Yon-Sud aufgeteilt.